# Associazione Calcio Pavia 1955-1956
Questa voce raccoglie le informazioni riguardanti l'Associazione Calcio Pavia nelle competizioni ufficiali della stagione 1955-1956

## Stagione
Nella stagione 1955-1956 il Pavia ha disputato il campionato di Serie C, un torneo a girone unico con 18 squadre che prevedeva due promozioni e quattro retrocessioni. Con 31 punti in classifica si è piazzato in quindicesima posizione di classifica, retrocedendo in IVª Serie con il BPD Colleferro, con l'Empoli ed il Piombino. Il torneo ha promosso in Serie B Sambenedettese e Venezia, prime con 44 punti. Per un illecito sportivo, in piena estate il Piacenza viene retrocesso d'ufficio, il Pavia disputa così uno spareggio con il Colleferro, il 1º settembre 1956 batte i laziali (1-0) e salva la categoria.
Dovendo sempre fare i conti con le limitate risorse economiche il presidente Pietro Fortunati è costretto a lasciar partire molti giocatori della scorsa stagione, in panchina si riparte da Gipo Poggi, il portiere Carlo Baggini rientra dalla Sanremese, arrivano il mediano Emilio Lavezzari dalla Pro Patria, l'ala Sergio Sospetti dalla Portocivitanovese, l'interno Franco Govoni dal Modena e dal Brescia il trentaquatrenne centravanti, ex nazionale Renato Gei, più un giovane del vivaio pavese Enrico Muzzio che realizzerà nove reti. A metà novembre, dopo un tennistico (6-0) subito a San Benedetto del Tronto si dimette l'allenatore Gipo Poggi, al suo posto viene chiamato Gino Rossetto. La squadra naviga sempre nella bassa classifica, il 20 maggio dopo la vittoria (0-3) di Empoli la salvezza sembra conquistata, ma il pareggio interno (3-3) con il Piombino ultimo, e la sconfitta di Lecco, viene tutto rimandato ai novanta minuti dell'ultima giornata, basta un pareggio ai granata al Comunale contro la Mestrina, e invece arriva una sconfitta (0-2) che condanna il Pavia alla retrocessione. Circola voce di un illecito sportivo commesso dal Piacenza, prima dell'incontro di Piombino. Il Piacenza viene deferito per tentata corruzione del portiere dei toscani Barocelli, e si vede retrocesso all'ultimo posto, poi confermato dalla Corte d'Appello. Il Pavia deve giocare uno spareggio salvezza contro il BPD Colleferro a Firenze il 1º settembre. Sul campo che l'aveva visto protagonista di tante battaglie, Renato Gei è l'eroe della situazione, infatti con una splendida semirovesciata su centro di Sospetti, regala al Pavia che vince (1-0) una insperata salvezza della categoria.

## Rosa
| N. |                   | Ruolo | Calciatore            |
| -- | ----------------- | ----- | --------------------- |
|    | Italia (bandiera) | P     | Carlo Baggini         |
|    | Italia (bandiera) | A     | Giovanni Bodini       |
|    | Italia (bandiera) | A     | Giancarlo Colombini   |
|    | Italia (bandiera) | A     | Giovanni Cuzzoni      |
|    | Italia (bandiera) | C     | Gianfranco De Martini |
|    | Italia (bandiera) | P     | Antonio Filé          |
|    | Italia (bandiera) | D     | Giovanni Foresi       |
|    | Italia (bandiera) | D     | Giovanni Gandini      |
|    | Italia (bandiera) | A     | Renato Gei            |
|    | Italia (bandiera) | C     | Franco Govoni         |
|    | Italia (bandiera) | D     | Luigi Guida           |
|    | Italia (bandiera) | C     | Emilio Lavezzari      |

| N. |                   | Ruolo | Calciatore        |
| -- | ----------------- | ----- | ----------------- |
|    | Italia (bandiera) | D     | Paolo Marcora     |
|    | Italia (bandiera) | C     | Felice Mariani    |
|    | Italia (bandiera) | D     | Graziano Milanesi |
|    | Italia (bandiera) | A     | Enrico Muzzio     |
|    | Italia (bandiera) | C     | Giampiero Pollini |
|    | Italia (bandiera) | C     | Felice Resta      |
|    | Italia (bandiera) | A     | Vittorio Sarchi   |
|    | Italia (bandiera) | A     | Walter Scarpa     |
|    | Italia (bandiera) | A     | Sergio Sospetti   |
|    | Italia (bandiera) | D     | Giovanni Spertini |
|    | Italia (bandiera) | A     | Piero Teggi       |
|    | Italia (bandiera) | C     | Rolando Vercesi   |

## Risultati

### Girone di andata
| Arbitro: | Bonetto (Torino) |

|             |           |  |
| Bozzato 19’ | Marcatori |  |

| Arbitro: | Natalini (Bolzano) |

|         |           |            |
| Gei 52’ | Marcatori | 69’ Tieghi |

| Arbitro: | Adami (Roma) |

|           |           |                 |
| Milli 60’ | Marcatori | 16’ (aut.) Sala |

| Arbitro: | Maghernino (San Severo) |

|             |           |                     |
| Cuzzoni 35’ | Marcatori | 75’ (rig.) Sperotto |

| Colleferro 16 ottobre 1955 5ª giornata | BPD Colleferro  | 0 – 0 | Pavia | Stadio Maurizio Natali\| Arbitro: \| Annoscia (Bari) \| |
| Arbitro:                               | Annoscia (Bari) |       |       |                                                         |

| Arbitro: | Baldassarre (Udine) |

|  |           |             |
|  | Marcatori | 46’ Turotti |

| Arbitro: | De Marchi (Pordenone) |

|         |           |  |
| Rao 38’ | Marcatori |  |

| Arbitro: | Gambarotta (Genova) |

|             |           |  |
| Cuzzoni 76’ | Marcatori |  |

| Arbitro: | Annoscia (Bari) |

|                                                                   |           |  |
| Rizzato 10’, 70’ Di Fraia 28’ Moretti 42’ Guidazzi 50’ Padoan 51’ | Marcatori |  |

| Pavia 4 dicembre 1955 10ª giornata | Pavia                | 0 – 0 | Piacenza | Stadio Comunale\| Arbitro: \| Migliorini (Firenze) \| |
| Arbitro:                           | Migliorini (Firenze) |       |          |                                                       |

| Arbitro: | De Robbio (Torre Annunziata) |

|                    |           |  |
| Matassoni 22’, 79’ | Marcatori |  |

| Arbitro: | Grillo (Napoli) |

|  |           |                    |
|  | Marcatori | 30’ Bodini 58’ Gei |

| Arbitro: | Clemente (Roma) |

|                                |           |                   |
| Colombini 35’ Pollini 66’, 86’ | Marcatori | 48’ (aut.) Polini |

| Pavia 8 gennaio 1956 14ª giornata | Pavia           | 0 – 0 | Empoli | Stadio Comunale\| Arbitro: \| Annoscia (Bari) \| |
| Arbitro:                          | Annoscia (Bari) |       |        |                                                  |

| Arbitro: | Smorto (Reggio Calabria) |

|               |           |                 |
| Panattoni 57’ | Marcatori | 13’ (aut.) Tafi |

| Arbitro: | Gambarotta (Genova) |

|            |           |          |
| Bodini 20’ | Marcatori | 3’ Gotti |

| Arbitro: | Canepa (Genova) |

|              |           |  |
| Bellotto 20’ | Marcatori |  |

### Girone di ritorno
| Arbitro: | Smorto (Reggio Calabria) |

|            |           |             |
| Muzzio 26’ | Marcatori | 38’ Bozzato |

| Arbitro: | De Marchi (Pordenone) |

|                                         |           |              |
| Borghi 9’ Longoni 19’, 81’ Bozzetti 52’ | Marcatori | 75’ Sospetti |

| Arbitro: | Alterio (Roma) |

|                        |           |  |
| Muzzio 3’ Sospetti 43’ | Marcatori |  |

| Arbitro: | Famulari (Messina) |

|                                        |           |                                   |
| Magnavacca 28’, 67’ Baggini 66’ (aut.) | Marcatori | 1’ Muzzio 32’ Bodini 89’ Sospetti |

| Arbitro: | Ubezio (Novara) |

|                 |           |             |
| Bodini 52’, 61’ | Marcatori | 59’ Toscani |

| Arbitro: | Clemente (Roma) |

|                                            |           |            |
| Pin 7’ Turotti 13’, 82’ Torriglia 40’, 46’ | Marcatori | 61’ Bodini |

| Arbitro: | Bartolomei (Roma) |

|                 |           |  |
| Muzzio 10’, 85’ | Marcatori |  |

| Prato 1º aprile 1956 25ª giornata | Prato           | 0 – 0 | Pavia | Stadio Lungobisenzio\| Arbitro: \| Basciu (Genova) \| |
| Arbitro:                          | Basciu (Genova) |       |       |                                                       |

| Arbitro: | Canepa (Genova) |

|              |           |              |
| Sospetti 60’ | Marcatori | 23’ Di Fraia |

| Arbitro: | Angelini (Firenze) |

|                         |           |                               |
| Bernini 2’ Bean 5’, 22’ | Marcatori | 42’ Muzzio 58’ Bodini 61’ Gei |

| Arbitro: | Basciu (Genova) |

|               |           |  |
| Colombini 35’ | Marcatori |  |

| Arbitro: | Ubezio (Novara) |

|              |           |              |
| Sospetti 15’ | Marcatori | 49’ Zucchini |

| Arbitro: | Marchese (Napoli) |

|                               |           |              |
| Dozzo 27’ Milanesi 40’ (aut.) | Marcatori | 56’ Sospetti |

| Arbitro: | Campagna (Palermo) |

|  |           |                               |
|  | Marcatori | 24’ Cuzzoni 75’, 85’ Sospetti |

| Arbitro: | Basciu (Genova) |

|                              |           |                                     |
| Sospetti 24’, 58’ Muzzio 32’ | Marcatori | 33’ Jeri 60’ Pierozzi 75’ Panattoni |

| Arbitro: | Ferrari (Milano) |

|                                        |           |                 |
| Martorelli 17’, 84’ Mariani 60’ (aut.) | Marcatori | 44’, 65’ Muzzio |

| Arbitro: | Corallo (Lecce) |

|  |           |                        |
|  | Marcatori | 9’ Cesaro 77’ Giacconi |

### Spareggio salvezza
| Arbitro: | Piemonte (Monfalcone) |

|         |           |  |
| Gei 42’ | Marcatori |  |